# Капіж (фільм)
«Капіж» (рос. «Капель») — український радянський художній фільм 1981 року режисера Андрія Бенкендорфа.

## Сюжет
Марія розійшлася з чоловіком-п'яницею й одна виховує сина-підлітка Вітьку. Вони живуть в комунальній квартирі в місті. В їх житті з'являється випадкова людина. Минуло чимало часу, поки жінка усвідомила, як багато для її сина значить ця людина, та й для неї самої теж…

## У ролях
- Тетяна Дороніна —  Марія
- Максим Пучков —  Вітька
- Олександр Аржиловський —  Іван Петрович
- Микола Пастухов —  Аркадій Семенович
- Леонід Яновський —  Федір колишній чоловік Марії, батько Витьки
- Борис Романов
- Ігор Черницький
- Віктор Панченко
- Володимир Волков
- Сергій Подгорний —  міліціонер
- Неоніла Гнеповсmка —  епізод
- Валерій Наконечний —  епізод
- Наталія Гебдовська —  старенька, сусідка з першого поверху

## Знімальна група
- Сценарій: Георгій Шевченко
- Режисер: Андрій Бенкендорф
- Оператор: Борис М'ясников, Михайло Чорний
- Асистенти режисера: Н.Пилипко, Н.Коган
- Асистенти оператора: Володимир Довгальов, І.Татарчук
- Композитор: Євген Зубцов